# Divisa Alegre
Divisa Alegre este un oraș în Minas Gerais (MG), Brazilia.